# Minutes to Midnight World Tour
Minutes to Midnight World Tour bylo čtvrté koncertní turné americké rockové skupiny Linkin Park. Zahájeno bylo na podporu třetího studiového alba skupiny, Minutes to Midnight (2007).

## Seznam skladeb
1. "Gunshot Intro #1" / "One Step Closer"
2. "Lying from You"
3. "Somewhere I Belong"
4. "No More Sorrow"
5. "Papercut"
6. "Points of Authority"
7. "From the Inside"
8. "Leave Out All the Rest"
9. "Numb"
10. "The Little Things Give You Away"
11. "Breaking the Habit"
12. "Shadow of the Day"
13. "Crawling"
14. "In the End"
15. "Bleed It Out"

#### Encore
1. "Pushing Me Away" (Piano Version)
2. "What I've Done"
3. "Faint"

## Obsazení
- Chester Bennington – zpěv, rytmická kytara
- Mike Shinoda – rap, zpěv, doprovodný zpěv; rytmická kytara, klávesy, klavír, samplery
- Brad Delson – sólová kytara
- Dave Farrell – basová kytara, doprovodný zpěv
- Joe Hahn – gramofony, samplery
- Rob Bourdon – bicí, perkuse

## Termíny turné
| Datum               | Město                 | Země            | Místo konání                     |
| Promo Tour          | Promo Tour            | Promo Tour      | Promo Tour                       |
| ------------------- | --------------------- | --------------- | -------------------------------- |
| 28. dubna 2007      | Berlín                | Německo         | Kesselhaus                       |
| 30. dubna 2007      | Kolín nad Rýnem       | Německo         | ProSieben Studios                |
| 2. května 2007      | Londýn                | Anglie          | BBC Maida Vale Studios           |
| 3. května 2007      | Londýn                | Anglie          | Astoria                          |
| 4. května 2007      | Londýn                | Anglie          | The London Studios               |
| 6. května 2007      | East Rutherford       | USA             | Giants Stadium                   |
| 11. května 2007     | New York City         | USA             | Webster Hall                     |
| 12. května 2007     | New York City         | USA             | GE Building (Studio 8H)          |
| 18. května 2007     | West Hollywood        | USA             | House of Blues                   |
| 19. května 2007     | Irvine                | USA             | Verizon Wireless Amphitheatre    |
| European Tour       |                       |                 |                                  |
| 24. května 2007     | Kodaň                 | Dánsko          | Forum Copenhagen                 |
| 25. května 2007     | Stockholm             | Švédsko         | Stockholm Globe Arena            |
| 27. května 2007     | Hamburk               | Německo         | Color Line Arena                 |
| 28. května 2007     | Landgraaf             | Nizozemsko      | Megaland                         |
| 30. května 2007     | Paříž                 | Francie         | Palais Omnisports de Paris-Bercy |
| 1. června 2007      | Adenau                | Německo         | Nürburgring                      |
| 2. června 2007      | Norimberk             | Německo         | Volkspark Dutzendteich           |
| 5. června 2007      | Saint Petersburg      | Rusko           | New Arena                        |
| 6. června 2007      | Moskva                | Rusko           | Sports Complex Olimpiyskiy       |
| 8. června 2007      | Lisabon               | Portugalsko     | Passeio Marítimo de Algés        |
| 9. června 2007      | Castle Donington      | Anglie          | Donington Park                   |
| 11. června 2007     | Curych                | Švýcarsko       | Hallenstadion                    |
| 12. června 2007     | Praha                 | Česká republika | Sazka arena                      |
| 13. června 2007     | Chořov                | Polsko          | Slezský stadion                  |
| 16. června 2007     | Nickelsdorf           | Rakousko        | Pannonia Fields II               |
| Oceanian Tour       |                       |                 |                                  |
| 11. října 2007      | Auckland              | Nový Zéland     | Vector Arena                     |
| 12. října 2007      | Auckland              | Nový Zéland     | Vector Arena                     |
| 14. října 2007      | Melbourne             | Austrálie       | Rod Laver Arena                  |
| 15. října 2007      | Melbourne             | Austrálie       | Rod Laver Arena                  |
| 16. října 2007      | Adelaide              | Austrálie       | Adelaide Entertainment Centre    |
| 18. října 2007      | Perth                 | Austrálie       | Burswood Dome                    |
| 20. října 2007      | Sydney                | Austrálie       | Sydney Entertainment Centre      |
| 21. října 2007      | Sydney                | Austrálie       | Sydney Entertainment Centre      |
| 22. října 2007      | Brisbane              | Austrálie       | Brisbane Entertainment Centre    |
| Asian Tour          |                       |                 |                                  |
| 11. listopadu 2007  | Bangkok               | Thajsko         | Aktive Square                    |
| 13. listopadu 2007  | Singapur              | Singapur        | Singapore Indoor Stadium         |
| 16. listopadu 2007  | Tchaj-pej             | Tchaj-wan       | Zhongshan Soccer Stadium         |
| 18. listopadu 2007  | Šanghaj               | Čína            | Hong Kou Stadium                 |
| 20. listopadu 2007  | Hongkong              | Hongkong        | AsiaWorld–Arena                  |
| 23. listopadu 2007  | Saitama               | Japonsko        | Saitama Super Arena              |
| 24. listopadu 2007  | Saitama               | Japonsko        | Saitama Super Arena              |
| 26. listopadu 2007  | Nagoja                | Japonsko        | Nippon Gaishi Hall               |
| 27. listopadu 2007  | Osaka                 | Japonsko        | Prefectural Gymnasium Naniwa     |
| 30. listopadu 2007  | Soul                  | Jižní Korea     | Olympic Park                     |
| European Tour       |                       |                 |                                  |
| 16. ledna 2008      | Hannover              | Německo         | TUI Arena                        |
| 17. ledna 2008      | Amnéville             | Francie         | Galaxie Amnéville                |
| 18. ledna 2008      | Basilej               | Švýcarsko       | St. Jakobshalle                  |
| 20. ledna 2008      | Frankfurt nad Mohanem | Německo         | Festhalle Frankfurt              |
| 21. ledna 2008      | Kolín nad Rýnem       | Německo         | Kölnarena                        |
| 22. ledna 2008      | Paříž                 | Francie         | Palais Omnisports de Paris-Bercy |
| 22. ledna 2008      | Nottingham            | Anglie          | Nottingham Arena                 |
| 25. ledna 2008      | Sheffield             | Anglie          | Sheffield Arena                  |
| 27. ledna 2008      | Manchester            | Anglie          | Manchester Evening News Arena    |
| 28. ledna 2008      | Londýn                | Anglie          | The O2 Arena                     |
| 29. ledna 2008      | Londýn                | Anglie          | The O2 Arena                     |
| North American Tour |                       |                 |                                  |
| 12. února 2008      | Omaha                 | USA             | Qwest Center                     |
| 13. února 2008      | Saint Paul            | USA             | Xcel Energy Center               |
| 15. února 2008      | Columbus              | USA             | Nationwide Arena                 |
| 16. února 2008      | Detroit               | USA             | Joe Louis Arena                  |
| 18. února 2008      | Manchester            | USA             | Verizon Wireless Arena           |
| 19. února 2008      | Baltimore             | USA             | 1st Mariner Arena                |
| 21. února 2008      | New York City         | USA             | Apple Store                      |
| 21. února 2008      | New York City         | USA             | Madison Square Garden            |
| 22. února 2008      | Montréal              | Kanada          | Bell Centre                      |
| 23. února 2008      | London                | Kanada          | John Labatt Centre               |
| 25. února 2008      | Lexington             | USA             | Rupp Arena                       |
| 26. února 2008      | Nashville             | USA             | Sommet Center                    |
| 29. února 2008      | Oklahoma City         | USA             | Ford Center                      |
| 4. března 2008      | Los Angeles           | USA             | Staples Center                   |
| 6. března 2008      | Las Vegas             | USA             | The Joint @ Hard Rock Hotel      |
| 7. března 2008      | Las Vegas             | USA             | The Joint @ Hard Rock Hotel      |
| 8. března 2008      | West Valley City      | USA             | E Center                         |
| 10. března 2008     | Sacramento            | USA             | ARCO Arena                       |
| European Tour       |                       |                 |                                  |
| June 5, 2008        | Skive                 | Dánsko          | Strandtangen                     |
| June 6, 2008        | Lisabon               | Portugalsko     | Parque da Bela Vista             |
| June 7, 2008        | Madrid                | Španělsko       | La Cubierta                      |
| June 10, 2008       | Vilnius               | Litva           | Siemens Arena                    |
| June 11, 2008       | Riga                  | Lotyšsko        | Arena Riga                       |
| June 13, 2008       | Seinajoki             | Finsko          | Törnävä                          |
| June 17, 2008       | Brno                  | Česká republika | Velodrom                         |
| June 18, 2008       | Štýrský Hradec        | Rakousko        | Stadthalle                       |
| June 20, 2008       | Benátky               | Itálie          | Parco San Giuliano               |